# 4-ethylmorfoline
4-ethylmorfoline is een organische verbinding met als brutoformule C6H13NO. De stof komt voor als een ontvlambare kleurloze vloeistof met een kenmerkende geur, die mengbaar is met water.

## Toxicologie en veiligheid
De stof ontleedt bij verhitting met vorming van giftige gassen en dampen, waaronder ammoniak, stikstofoxiden en koolstofmonoxide. 4-ethylmorfoline reageert hevig met sterke zuren en sterk oxiderende stoffen, waardoor brand- en ontploffingsgevaar ontstaat. Ze tast kunststof, rubber en coatings aan.
De stof is irriterend voor de ogen, de huid en de luchtwegen. Ze kan ernstige en onomkeerbare effecten hebben op de ogen, zoals diverse gezichtsstoornissen.